# روبرت الأول، كونت الفلاندرز
روبرت الأول، كونت الفلاندرز (ق. 1035–1093)، يعرف باسم روبرت الفريزي، كان كونت الفلاندرز منذ عام 1071 حتى وفاته في 1093.

## حياته
هو الأبن الأصغر لـ بالدوين الخامس، كونت فلاندرز وأديلا من فرنسا أبنة روبير الثاني ملك فرنسا، شقيقه الأكبر بالدوين خلف والده كـ كونت فلاندرز، وشقيقته ماتيلدا تزوجت من ويليام الفاتح الذي أصبح دوق نورماندي وملك إنجلترا، في 1063 تزوجت من جرترود من ساكسونيا أرملة كونت هولندا فلوريس الأول لم يرتبه والده، ولكن في النهاية وافق عليها، كان لديها سبعة أبناء من زواجها الأول، من بينهم أبنة بيرثا، كان حصول على لقب الفريزي على ما بيدو أنه كان الوصي على ديريك الخامس، كونت هولندا (فريزيا، كان هولندا في ذاك الوقت).
شقيقه بالدوين السادس وهو على فراش الموت في 1070 ترك فلاندرز لأبنه البكر أرنولف وهينو لأبنه الثاني بالدوين، وأيضا ذكر في الوصية إذ توفى أحدهما الأول، ورث الآخر مقاطعته، وأيضا كلف بالدوين شقيقه روبرت بحماية أرنولف الثالث الذي لايزال صغيراً، اعطى روبرت ولائه لـ والدة أرنولف، بحيث كانت والدته ريشيلد بحكم القانون كونتيسة هينو وأيضا الوصية عليه حتى يبلغ سن البلوغ.
ومع ذلك مع وفاة بالدوين السادس اعترض روبرت على خلافة أرنولف الثالث ودخل غنت لقصد أخذ فلاندرز لنفسه، ناشدت ريشيلد الملك فيليب الأول من فرنسا الذي استدعى روبرت للمثول أمامه، ولكنه رفض وواصل حرب ضدها، فيليب جمع جيش وجلبه إلى فلاندرز ورافق جيشه جيشاً من النورمان التي أرسلتهم الملكة ماتيلدا بقيادة ويليام فيتزأوسبرن اتهم ويليام بزواجه من ريشيلد، ولكنه قتل في معركة كاسيل في 22 فبراير 1071 التي انتصر فيها الخصم روبرت، ومع ذلك تم القبض عليه وأيضا قواته قبضت على الكونتيسة ريشيلد، ولكن في النهاية تم أفراج عنهما، ولكن من نتائج المعركة وفاة الكونت أرنولف الثالث، وبذلك ادعى روبرت المقاطعة لصالحه، وعادت الكونتيسة ريشيلد وأبنها الثاني إلى هينو، ومع ذلك قامت بالتحريض بأعمال العنف ضد روبرت.
كونت روبرت اكتسب صداقة الملك فيليب الأول من خلال تقديم يد الزواج من أحد بناته، وبما أن بناته لا زالتا صغيرات، فوقع اختيار على أخوتهم الغير شقيقة بيرثا التي كانت في سن مناسب للزواج، وأيضا إعادة كوربي مركز التجاري الحدودي إلى السلطة الملكية، على عكس عهد والده ساءت علاقاته مع النورماندي مما أصبحت فلاندرز ملجأ لأعداء الفاتح بما في ذلك أبنه البكر روبرت كورتز في 1078، وأيضا خطط روبرت مع صهر كانوت الرابع ملك الدنمارك بهجوم بحري على إنجلترا، الخطة لم تنفذ مع اغتيال كانوت، روبرت أخذ معه حراسة كبيرة أثناء حجه إلى القدس في 1086، وفي طريق العودة ساند الإمبراطور البيزنطي ألكسيوس الأول كومنينوس ضد سلجوقيون الأتراك.
وتوفي روبرت في 13 أكتوبر 1093 وخلفه أبنه البكر روبرت الثاني.

## الأبناء
تزبوج روبرت من جرترود من ساكسونيا، أرملة فلوريس الأول، كونت هولندا، وكان لديهم:-
- روبرت الثاني كونت فلاندرز، تزوج من كليمنتيا من بورغندي.[1]
- أديلا († 1115)؛ تزوجت أولا الملك كانوت الرابع من الدنمارك ، [1] وكانت والدة شارل الطيب ، في وقت لاحق كونت فلاندرز، ثم تزوجت من روجر بورسا دي هوتفيل، دوق أبوليا.[1]
- جيرترود ؛ تزوجت أولا من هنري الثالث، كونت لوفان وكان لديهم أربعة أطفال؛ [1] ثم تزوجت من تييري الثاني، دوق لورين ،[1] ووالدة تييري دي الألزاس، في وقت لاحق أيضا كونت فلاندرز.
- فيليب لو ،[1] كان ابنه الغير الشرعي ويليام من إبريس مطالبا لـ مقاطعة فلاندرز.
- أوجيفا، راهبة.[1]
- بالدوين († قبل. 1080).[1]